# Norra Reivo
Norra Reivo är en sjö i Arvidsjaurs kommun i Lappland och ingår i Piteälvens huvudavrinningsområde. Sjön är 13,9 meter djup, har en yta på 0,818 kvadratkilometer och befinner sig 456,8 meter över havet. Norra Reivo ligger i Reivo Natura 2000-område. Sjön avvattnas av vattendraget Abmoälven.

## Delavrinningsområde
Norra Reivo ingår i det delavrinningsområde (730010-165197) som SMHI kallar för Utloppet av Norra Reivo. Medelhöjden är 469 meter över havet och ytan är 2,54 kvadratkilometer. Det finns inga avrinningsområden uppströms utan avrinningsområdet är högsta punkten. Abmoälven som avvattnar avrinningsområdet har biflödesordning 2, vilket innebär att vattnet flödar genom totalt 2 vattendrag innan det når havet efter 218 kilometer. Avrinningsområdet består mestadels av skog (68 procent). Avrinningsområdet har 0,82 kvadratkilometer vattenytor vilket ger det en sjöprocent på 32,3 procent.